# Giacomo Pesce
Giacomo Pesce war ein italienischer Priester des Passionisten-Ordens, religiöser Autor und Filmregisseur.
Pesce veröffentlichte erstmals 1954; dabei handelte es sich um katholisches Liedgut. Er schrieb 1962 Mariale. Schemi di conferenze mariane, 1964 eine Passione di Gesù Cristo und war für die religiösen Dokumentarfilme Palestina sacra 1967, zu dem er auch das Drehbuch schrieb und den er schnitt, und Madonna di Fatima im Jahr darauf verantwortlich. Die Filme kamen in den öffentlichen Verleih, wurden aber in erster Line in kirchlichen Einrichtungen und Werken gezeigt. 1969 brachte Pesce einen Bibelatlas heraus.

## Filme
- 1967: Palestina sacra
- 1968: Madonna di Fatima